# Седдон, Джеймс
Джеймс Александр Седдон (англ. James Alexander Seddon; 13 июля 1815, Фалмут, Виргиния — 19 августа 1880, округ Гучленд, Виргиния) — четвёртый военный министр Конфедерации штатов Америки (1862—1865).

## Биография
Джеймс Александр Седдон родился 13 июля 1815 года, получил начальное домашнее образование, затем поступил в Виргинский университет и окончил его юридическую школу в 1835 году. В 1838 году был принят в коллегию адвокатов и основал собственную практику в Ричмонде.
Седдон был избран от Демократической партии в 29-й Конгресс и состоял в Палате представителей с 4 марта 1845 по 3 марта 1847 года, в 1846 году отказался от выдвижения своей кандидатуры на новых выборах, но с 4 марта 1849 по 3 марта 1851 года состоял в 31-м Конгрессе. В 1861 году являлся делегатом мирного конвента в Вашингтоне, созванного с целью предотвратить войну, в июле 1861 года стал делегатом Временного Конгресса Конфедерации от Виргинии.
После отставки Джорджа Рэндольфа с 17 по 21 ноября 1862 года обязанности военного министра Конфедерации временно исполнял Густав Вудсон Смит, а затем президент Дэвис назначил на эту должность Джеймса Седдона, который оставался во главе ведомства до февраля 1865 года, оказавшись самым «долгоживущим» военным министром во всей короткой истории Конфедерации.
Одним из важных испытаний стал для Седдона «хлебный бунт» в Ричмонде 2 апреля 1863 года, когда толпа, состоящая преимущественно из женщин, стала громить продовольственные магазины в столице Конфедерации. Во избежание падения боевого духа в армии военный министр принял меры к тому, чтобы новость не попала в прессу, но через пленных военнослужащих федеральной армии в городских тюрьмах сведения о бунте просочились на Север и уже 8 апреля появились на первой полосе The New York Times. По окончании войны Седдон провёл некоторое время в заключении, а затем жил в своём имении Сэбот Хилл в округе Гучленд (Виргиния), где и умер в 1880 году.